# Andrenosoma chalybea
Andrenosoma chalybea är en tvåvingeart som beskrevs av Samuel Wendell Williston  1885. Andrenosoma chalybea ingår i släktet Andrenosoma och familjen rovflugor.
Artens utbredningsområde är Kuba. Inga underarter finns listade i Catalogue of Life.